# Bruce A. Young
Bruce Arnold Young (Wilmette, 22 aprile 1956) è un attore statunitense.

## Filmografia parziale

### Cinema
- Strade violente (Thief), regia di Michael Mann (1981)
- Risky Business - Fuori i vecchi... i figli ballano (Risky Business), regia di Paul Brickman (1983)
- Niente in comune (Nothing in Common), regia di Garry Marshall (1986)
- Il colore dei soldi (The Color of Money), regia di Martin Scorsese (1986)
- Un uomo innocente (An Innocent Man), regia di Peter Yates (1989)
- Hot Shots!, regia di Jim Abrahams (1991)
- Basic Instinct, regia di Paul Verhoeven (1992)
- I trasgressori (Trespass), regia di Walter Hill (1992)
- Occhi nelle tenebre (Blink), regia di Michael Apted (1994)
- The War, regia di Jon Avnet (1994)
- Una pallottola spuntata 33⅓ - L'insulto finale (Naked Gun 33⅓: The Final Insult), regia di Peter Segal (1994)
- Legame mortale (The Tie That Binds), regia di Wesley Strick (1995)
- Crocevia per l'inferno (Normal Life), regia di John McNaughton (1996)
- Phenomenon, regia di Jon Turteltaub (1996)
- Jurassic Park III, regia di Joe Johnston (2001)
- Via dall'incubo (Enough), regia di Michael Apted (2002)
- Undisputed, regia di Walter Hill (2002)
- Ticker - cortometraggio (2002)
- Mucche alla riscossa, regia di Will Finn e John Sanford (2004) - voce
- Edmond, regia di Stuart Gordon (2005)
- Love Is the Drug, regia di Elliott Lester (2006)
- Into Temptation, regia di Patrick Coyle (2009)
- The Next Three Days, regia di Paul Haggis (2010)

### Televisione
- P/S - Pronto soccorso (E/R) – serie TV, 22 episodi (1984-1985)
- Lady Blue - serie TV, 2 episodi (1985-1986)
- 227 – serie TV, episodio 2x14 (1987)
- I quattro della scuola di polizia (21 Jump Street) – serie TV, 2 episodi (1987)
- Padre Clemence, regia di Edwin Sherin – film TV (1987)
- Three on a Match, regia di Donald P. Bellisario – film TV (1987)
- Delitto a Howard Beach (Howard Beach: Making a Case for Murder), regia di Dick Lowry – film TV (1989)
- Hooperman - serie TV, 2 episodi (1989)
- L.A. Law - Avvocati a Los Angeles (L.A. Law) – serie TV, episodio 3x18 (1989)
- Cop Rock – serie TV, 1 episodio (1990)
- Max Monroe – serie TV, 6 episodi (1990)
- Che fine ha fatto Baby Jane? (What Ever Happened to Baby Jane?), regia di David Greene - film TV (1991)
- Eddie Dodd – serie TV, 1 episodio (1991)
- In viaggio nel tempo (Quantum Leap) - serie TV, 2 episodi (1991)
- Le inchieste di Padre Dowling (Father Dowling Mysteries) – serie TV, episodio 3x22 (1991)
- Cuori al Golden Palace (The Golden Palace) – serie TV, 1 episodio (1992)
- Il risveglio di Claudia (She Woke Up), regia di Waris Hussein - film TV (1992)
- Country Estates, regia di Donald Petrie - film TV (1993)
- Highlander - serie TV, 2 episodi (1993-1996)
- Out All Night – serie TV, 1 episodio (1993)
- Giustizia per un amico, regia di Dick Lowry – film TV (1994)
- Sorveglianza ravvicinata (Pointman), regia di Robert Ellis Miller – film TV (1994)
- Guardia del corpo (Pointman) – serie TV, 1 episodio (1995)
- X-Files - serie TV, episodio 2x15 (1995)
- Sentinel (The Sentinel) - serie TV, 65 episodi (1996-1999)
- Viper - serie TV, 2 episodi (1997)
- It's True! - serie TV, 1 episodio (1998)
- La vera storia di Babbo Natale (Santa and Pete), regia di Duwayne Dunham – film TV (1999)
- Un detective in corsia (Diagnosis Murder) - serie TV, episodio 7x06 (1999)
- The Drew Carey Show – serie TV, episodio 6x09 (2000)
- Becker – serie TV, episodio 4x16 (2002)
- In tribunale con Lynn (Family Law) – serie TV, episodio 4x16 (2002)
- The District – serie TV, episodio 2x20 (2002)
- The Guardian – serie TV, 2 episodi (2002-2003)
- Boomtown – serie TV, 2 episodi (2003)
- Cold Case - Delitti irrisolti (Cold Case) – serie TV, episodio 2x05 (2004)
- NYPD - New York Police Department (NYPD Blue) – serie TV, 3 episodi (2004)
- Grey's Anatomy - serie TV, episodio 2x06 (2005)
- Prison Break - serie TV, 2 episodi (2005-2006)
- La vera storia di Arnold (Behind the Camera: The Unauthorized Story of 'Diff'rent Strokes'), regia di Robert Iscove – film TV (2006)
- The Unit - serie TV, episodio 1x02 (2006)
- Ghost Whisperer - Presenze (Ghost Whisperer) – serie TV, episodio 2x19 (2007)
- The Beast – serie TV, episodio 1x04 (2009)
- Star Trek: Renegades - serie TV, 2 episodi (2015)

## Doppiatori italiani
Nelle versioni in italiano delle opere in cui ha recitato, Bruce A. Young è stato doppiato da:
- Stefano Mondini in Basic Instinct (ridoppiaggio), Sentinel, Cold Case - Delitti irrisolti
- Massimo Lodolo in Un uomo innocente
- Maurizio Mattioli ne Il colore dei soldi
- Massimo Corvo in Hot Shots!
- Elio Zamuto in Basic Instinct
- Piero Tiberi ne I trasgressori
- Massimo Rossi in Occhi nelle tenebre
- Saverio Indrio in Una pallottola spuntata 33⅓ - L'insulto finale
- Tonino Accolla in Legame mortale
- Fabrizio Temperini in X-Files
- Francesco Pannofino in Jurassic Park III
- Paolo Buglioni in Grey's Anatomy
- Enzo Avolio in La vera storia di Arnold
- Massimo De Ambrosis in Ghost Whisperer - Presenze